# Malattia di Pierce

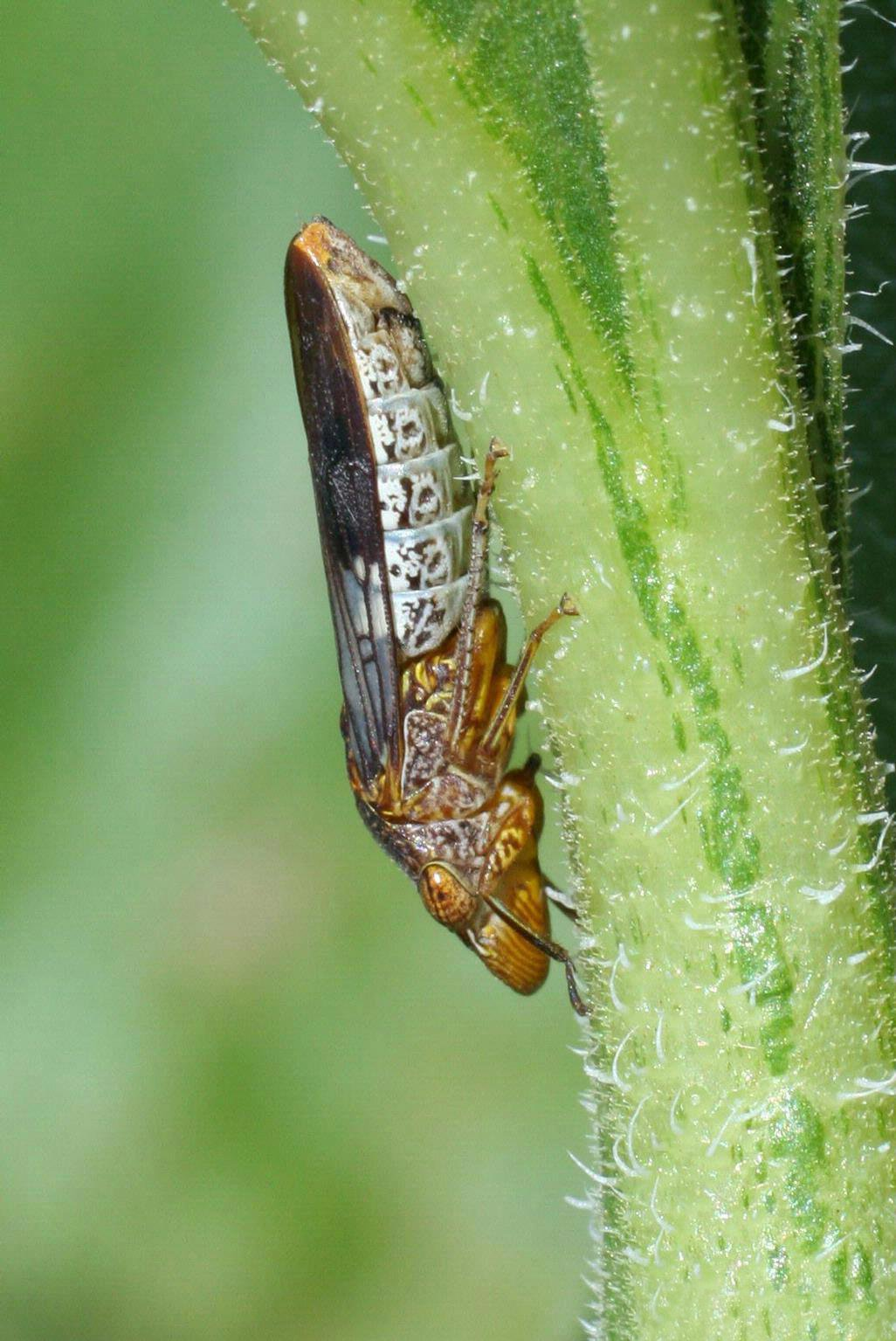
Homalodisca vitripennis, una delle cicaline vettrici

La malattia di Pierce (in inglese: Pierce's disease, a volte abbreviata in PD) è una patologia vegetale che colpisce la vite con effetti esiziali. È causata dal batterio Gram negativo Xylella fastidiosa, originario dell'America settentrionale, nella quale è assai diffuso.
Manifestatasi inizialmente in California, fu descritta per la prima volta nel 1892 dallo studioso Newton B. Pierce sui vigneti della California, vicino ad Anaheim.

## Agente causale
L'agente causale è il batterio Xylella fastidiosa, un gamma proteobatterio della famiglia delle Xanthomonadaceae. Il batterio, usando come vettori svariate cicaline Homalodisca, ha dimostrato di avere un intenso impatto agronomico, essendo all'origine, o in associazione, oltre che della malattia di Pierce, di varie altre fitopatologie che colpiscono altre specie vegetali, tra le quali pianta del caffè, olivo, pesco, pero, oleandro, banano. Le specie colpite sono circa 150.

## Sintomi
Quando una pianta di vite è infettata, il batterio si moltiplica nello xilema formando delle masse batteriche che si ricoprono di esopolisaccaridi e lipopolisaccaridi che impediscono la circolazione della linfa verso i tessuti della pianta. Gli effetti sulle foglie sono macchie necrotiche contornate da aloni necrotici. Le foglie virano dapprima al giallo e al marrone, e infine cadono precocemente dalla vite. I germogli muoiono e i grappoli colpiti si disidratano, con frutti che risultano piccoli e duri. Anche i rami muoiono e l'intera pianta perisce in un lasso di tempo che va da 1 a 5 anni.
Sulla pianta colpita si è scoperta una grande quantità di traspirazione e fotosintesi, alta concentrazione di acido abscissico, glucosio, calcio, e magnesio.
La prossimità tra vigneti e agrumeti accentua la minaccia, perché gli agrumi non sono soltanto un ospite per le uova dell'Homalodisca vitripennis, ma anche un rifugio di svernamento importante per l'insetto.
Allo stesso modo, l'oleandro (Nerium oleander), pianta molto comune del paesaggio californiano, è anch'essa un serbatoio per il batterio Xylella.

## Diffusione
La malattia di Pierce si trasmette utilizzando come vettore le cicaline Homalodisca spp., insetto omottero (taxon che raccoglie insetti pungitori succhiatori di linfa, spesso vettori di malattie delle piante). negli anni 1880 la malattia aveva infestato e devastato oltre 40 000 acri (160 km²) di vigne intorno ad Anaheim, in California.
La malattia è endemica nel nord della California, dove è veicolata da Graphocephala atropunctata (Hemiptera: Auchenorrhyncha: Cicadellidae), che propaga la malattia solo a viti che sono nelle adiacenze di habitat rivieraschi. Grazie a questo, nel corso degli anni, i produttori californiani avevano imparato ad adattarsi e a convivere con la malattia. Tuttavia, la diffusione della malattia di Pierce è notevolmente aumentata dalla seconda metà degli anni novanta del Novecento, diventando una vera e propria minaccia per l'intero settore dell'industria vinicola californiana, quando l'Homalodisca vitripennis, una piccola cicala originaria del sud est degli Stati Uniti, ha fatto la sua comparsa nel 1996 nella valle di Temecula in California.
Questo insetto si nutre della linfa grezza trasportata nello xilema delle piante e quindi può diffondere il batterio molto più estesamente rispetto a quanto fanno altri vettori.
La malattia di Pierce, al 2015, è circoscritta al sud degli Stati Uniti e al Messico. Inoltre, è stato segnalata da Luis G. Jiménez-Arias in Costa Rica e Venezuela, e forse in altre parti del Centro e Sud America. Esistono hotspot isolati della malattia presso i corsi d'acqua nell'area di Napa e Sonoma, nella California settentrionale.

## Etimologia
La malattia deve il suo nome a Newton B. Pierce, primo fitopatologo della California, che fu il primo a descriverla nel 1892. In precedenza, la malattia, già conosciuta per i danni ai vigneti californiani negli anni 1880, era chiamata «Anaheim disease» (malattia di Anaheim), o «mysterious vine disease» (malattia misteriosa della vite).

## Rimedi
Contro questa malattia non vi sono trattamenti chimici di lotta ma solo preventivi.

### Studi e ricerche sulla malattia
L'escalation della malattia dovuta all'impatto di Homalodisca vitripennis ha innescato uno sforzo unico da parte di coltivatori, amministratori, politici, ricercatori, a collaborare per trovare una soluzione per questa immensa minaccia. Nessuna cura è stata ancora trovata al 2015, ma la comprensione della biologia di Xylella fastidiosa e Homalodisca vitripennis è molto aumentata dal 2000, quando il California Department of Food and Agriculture, in collaborazione con diverse università, come l'Università della California a Davis, l'Università della California a Berkeley, l'Università della California a Riverside, e l'Università di Houston–Downtown, hanno cominciato a focalizzare la loro ricerca su questo parassita. Tale ricerca esplora i diversi aspetti della propagazione della malattia dal vettore verso la pianta ospite e all'interno della pianta ospite, per l'impatto della malattia sull'economia della California.
Tutti i ricercatori che lavorano sulla malattia di Pierce si incontrano ogni anno a San Diego a metà dicembre per discutere i progressi nel loro campo. Gli atti di questo convegno sono disponibili sul sito Internet della malattia di Pierce, sviluppati e gestiti dalla Public Intellectual Property Resource for Agriculture (Pipra). Non ci sono vitigni resistenti, e lo chardonnay e il pinot nero sono particolarmente sensibili, anche se le uve moscato hanno una resistenza naturale.
Presso l'Università della California a Davis è in corso una ricerca per selezionare e allevare varietà di vite resistenti alla malattia di Pierce. La prima generazione era per il 50% geni di Vitis vinifera di alta qualità, il successivo 75%, 87% il terzo, il quarto 94%. Nella primavera del 2007 sono state messe a dimora piantine che sono il 94% vinifera. Le foglie sulle viti con la malattia di Pierce virano dapprima al giallo e al marrone, e infine cadono precocemente dalla vite; i germogli muoiono, mentre i frutti risultano piccoli e duri. Dopo 1-5 anni, la pianta stessa perisce.